# Jevpatorija
Jevpatorija, (russisk: Евпато́рия, tr. Jevpatorija; ukrainsk: Євпато́рія, tr. Jevpatorija; krimtatarisk: Kezlev, armensk: Եվպատորիա) er en by beliggende på halvøen Krims sydvestkyst med 106.840(2012) indbyggere.
Det nuværende slaviske navn kommer fra oldgræsk Eupatoria; det krimtatariske fra Güzliev, "smukt hus".
I begyndelsen af 400-tallet blev der anlagt en græsk koloni i området. Osmannerne befæstede handelspladsen ved byens nuværende placering i 1500-tallet.

## Venskabsbyer
Jevpatorija er venskabsby med:
| - Ioannina, Grækenland - Figueira da Foz, Portugal - Ludwigsburg, Tyskland | - Zákynthos by, Grækenland - Ostrowiec Świętokrzyski, Polen - Silifke, Tyrkiet | - Krasnogorskij rajon, Moskva, Rusland - Lambi, Grækenland - Belgorod, Rusland |